# Sentenac-d’Oust
Sentenac-d’Oust település Franciaországban, Ariège megyében. Lakosainak száma 105 fő (2022. január 1.). Sentenac-d’Oust Alos, Bethmale, Seix és Soueix-Rogalle községekkel határos.

## Népesség
A település népessége az elmúlt években az alábbi módon változott:
| Lakosok száma | 148  | 98   | 98   | 85   | 103  | 108  | 108  | 105  | 105  | 105  |
|               | 1968 | 1982 | 1990 | 2006 | 2013 | 2015 | 2017 | 2019 | 2020 | 2022 |